# 오노다촌 (후쿠시마현)
오노다촌 (小野田村)은 후쿠시마현 니시시라카와군에 일찍이 존재했던 촌이다.

## 지리
- 현재의 시라카와시의 동부, 구 히가시촌의 서부에 위치한다.

## 역사
- 1889년 4월 1일 - 정촌제 시행에 의해 4촌이 합병해 시라카와군 오노다촌이 성립하였다.
- 1955년 3월 1일 - 가마노코촌과 합병해 히가시촌이 성립하여, 동일 오노다촌이 폐지되었다.

## 인구
- 1891년 1,869
- 1920년 2,270
- 1947년 3,499

## 참고문헌
- 角川日本地名大辞典編纂委員会『角川日本地名大辞典 7 福島県』、角川書店、1981年 ISBN 4040010701
- 日本加除出版株式会社編集部『全国市町村名変遷総覧』、日本加除出版、2006年、ISBN 4817813180